# Гонсалес, Панчо
Рика́рдо Ало́нсо (Ри́чард) Гонса́лес (англ. Ricardo Alonzo (Richard) Gonzáles, больше известен как Па́нчо Гонсалес, англ. Pancho Gonzales; 9 мая 1928, Лос-Анджелес — 3 июля 1995, Лас-Вегас) — американский теннисист.
- В статусе любителя — четырёхкратный победитель турниров Большого шлема в одиночном и мужском парном разрядах и обладатель Кубка Дэвиса 1949 года в составе сборной США.
- В статусе профессионала — восьмикратный чемпион США среди профессионалов и четырёхкратный чемпион Уэмбли.
- Член Международного зала теннисной славы с 1968 года.

## Личная жизнь
Рикардо Алонсо Гонсалес родился в Лос-Анджелесе в семье мексиканских иммигрантов. Рикардо был старшим из семи детей.
В 14 лет Рикардо бросил школу, чтобы заниматься теннисом, но парадоксальным образом это привело к его отстранению от значительной части юношеских турниров. Вскоре он попался на квартирных кражах и провёл год в колонии для несовершеннолетних. Решением Теннисной Ассоциации Южной Калифорнии он был отстранён от участия в любых теннисных турнирах. Отслужив два года во флоте, он, однако, нашёл в себе силы вернуться в спорт.
В 1948 году Гонсалес женился на Генриетте Педрин. Этот брак стал первым из шести за его жизнь, причём дважды он женился на Мэйделин Дэрроу, а последней его женой стала Рита Агасси, сестра Андре Агасси. На Рите Агасси Гонсалес женился в 55 лет, в марте 1984 года, и развёлся с ней в 1989 году. В общей сложности у него было восемь детей, старший из которых, Ричард, тоже играл в теннис.
В 1994 году у Гонсалеса был диагностирован рак. Опухоли были обнаружены в желудке, пищеводе, челюсти и мозгу. Он умер в следующем году, наблюдая по телевизору за трансляцией с Уимблдонского турнира. Его похороны оплатил Андре Агасси.

## Спортивная карьера

### Любительская карьера
В 12 лет Рикардо получил  в качестве рождественского подарка теннисную ракетку ценой в полдоллара. Он тренировался самостоятельно, и в 1943 году победил на юношеском чемпионате Южной Калифорнии в возрастной категории до 15 лет. После этого он должен был принять участие в национальном первенстве, но из-за того, что он бросил школу ради занятий теннисом, вместо него послали другого игрока.
В 1947 году, по окончании военной службы, Гонсалес возвращается в теннис. В это время ему было предложено выступать за Мексику, но он отклонил это предложение, не желая терять американское гражданство.
Уже на следующий год он, будучи посеянным под семнадцатым номером, неожиданно стал чемпионом США, а в 1949 году повторил этот успех. В 1949 году он также завоевал два титула в мужском парном разряде на чемпионате Франции и Уимблдонском турнире, а в составе сборной США выиграл Кубок Дэвиса.
Несмотря на ранние победы в чемпионате США, в этот период игра Гонсалеса отличалась нестабильностью. Он рано выбыл из борьбы в Уимблдонском турнире 1949 года, а в небольших турнирах проигрывал соперникам намного ниже себя по классу. В результате в газетах его называли «фальшивым чемпионом» (англ. cheese champion, буквально: сырный чемпион). Другие игроки прозвали его в шутку «Горгонзалес» (по сорту сыра горгонзола), и это прозвище, сокращённое до «Горго», осталось за ним на протяжении всей дальнейшей карьеры.

### Профессиональная карьера
В конце 1949 года по совету Бобби Риггса Гонсалес перешёл в профессиональный теннис, подписав контракт на сумму в 75 тысяч долларов. Старт профессиональной карьеры оказался не слишком удачным: Гонсалес в ранге «претендента» принял участие в мировом турне с признанным лидером профессионального тенниса Джеком Креймером и проиграл ему с общим счётом 27-96. После этого Гонсалес на несколько лет выпал из мировых турне, но продолжал играть в коротких турах и отдельных турнирах, набираясь опыта, и уже в 1950 году выиграл свой первый крупный профессиональный турнир — чемпионат Уэмбли в Лондоне. Он выиграл этот турнир ещё два раза подряд, причём в 1952 году взял в финале верх над стареющим Креймером. В эти два года он также уступил в финале профессионального чемпионата США Панчо Сегуре.

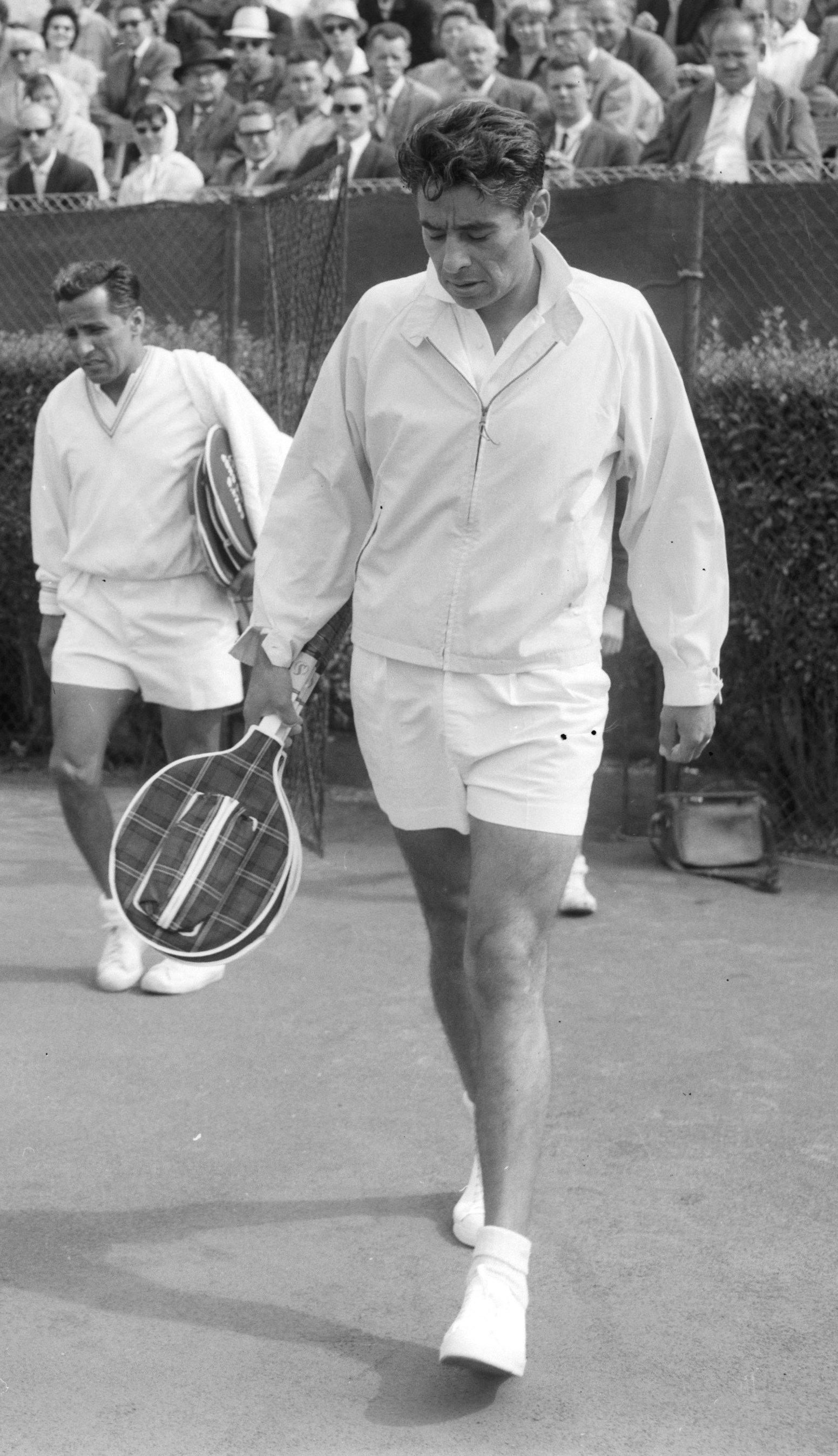
Гонсалес (на переднем плане) и Панчо Сегура, Нордвейк, 1961 год

С 1953 года началась эпоха господства Гонсалеса в американском и мировом профессиональном теннисе. Он семь раз подряд побеждал на профессиональном первенстве США: первую свою победу он одержал над звездой довоенного тенниса Доном Баджем, а затем три раза побеждал Сегуру и дважды австралийца Лью Хоуда. Он ещё по два раза сыграл в финалах чемпионата Уэмбли и профессиональном чемпионате Франции, хотя победы добился только один раз. С 1954 по 1960 год он неизменно выходил победителем мировых турне, в которых его соперниками были, среди прочих, Тони Траберт, Фрэнк Седжмен, Хоуд и Кен Розуолл.
В 1961 году, после того как истёк срок семилетнего контракта с Креймером, Панчо объявил об окончании карьеры, но вскоре вернулся. В 1963 году он был приглашён тренировать сборную США и довёл её до финала Кубка Дэвиса. Он проводил много времени, тренируя молодых игроков, таких, как Артур Эш, Клифф Ричи, Чарли Пасарелл и Деннис Ралстон, впоследствии входивших в элиту мирового тенниса.
В 1964 году Гонсалес в последний раз дошёл до финала профессионального чемпионата США, но и в дальнейшем оставался серьёзным соперником для более молодых теннисистов. На первом Открытом чемпионате Франции, куда в 1968 году были допущены и любители и профессионалы, он дошёл до полуфинала. В том же году, за пять лет до конца активной карьеры, его имя было внесено в списки Зала теннисной славы в Ньюпорте. В первом круге Уимблдонского турнира 1969 года он победил своего ученика Чарли Пасарелла в марафонском пятисетовом поединке, закончившемся со счётом 22-24, 1-6, 16-14, 6-3, 11-9, отыграв по ходу семь матч-болов. В январе следующего года Гонсалес в показательном матче в «Мэдисон-сквер-гардене» в присутствии почти 15 тысяч зрителей победил Рода Лейвера, незадолго до этого во второй раз ставшего двукратным обладателем Большого шлема, а затем, в сорок два года, дошёл до четвертьфинала Открытого чемпионата США в паре с Джимми Коннорсом. В 1972 году он выиграл турнир Гран-при в Де-Мойне, став в 43 года и 9 месяцев самым старым победителем турниров под эгидой Ассоциации теннисистов-профессионалов (АТР). Этот рекорд так и не был побит за последующие четыре десятилетия.
С 1970 по «1985 год Гонсалес возглавлял теннисный центр отеля-люкс Ceasars Palace» в Лас-Вегасе.

## Стиль игры
Отличительной чертой игрового стиля Панчо Гонсалеса была мощная и точная подача, после которой следовал быстрый выход к сетке. Его отточенная подача служила образцом для теннисных тренеров следующих поколений. Зрители восхищались им, его удары спортивные журналисты сравнивали с музыкой и поэзией. В его биографии в журнале «Sports Illustrated» цитируется Гасси Моран, звезда женского тенниса 1940-х годов, по словам которой наблюдать за игрой Гонсалеса было равносильно наблюдению за богом, обходящим дозором свой личный рай. Тот же журнал поставил Гонсалеса на шестое место в списке величайших теннисистов всех времён, а теннисный историк и статистик Бад Коллинз включил его в свой список пяти звёзд мужского тенниса. Джек Креймер в своей автобиографии, вышедшей в 1979 году, называет Гонсалеса одним из лучших мастеров первой подачи и игры с полулёта в истории.
Однако игровой талант сочетался с несносным поведением как на корте, так и за его пределами. Поражения в начале профессиональной карьеры изменили характер Гонсалеса: из беззаботного оптимиста он превратился в «одинокого волка» — озлобленного, вечно недовольного человека, приходящего в ярость при поражениях. Проиграв даже близким друзьям, он мог не разговаривать с ними месяцами. Его споры с судьями на корте доходили до рукоприкладства. Особую неприязнь вызывал у него менеджер профессиональных турне Креймер, проводивший политику, согласно которой для привлечения перспективных новичков с ними заключались контракты на большие суммы, чем с признанными фаворитами, в числе которых был и сам Гонсалес. Соперники, которых он выводил из себя, останаливая игру, чтобы попозировать перед фотографами, отвечали ему взаимностью. В дальнейшем неумение ладить с людьми стоило ему контракта с фирмой спортивного инвентаря «Spalding», чью продукцию он рекламировал, а потом работы в спортцентре отеля «Ceasars Palace».

## Участие в финалах турниров Большого шлема (4)

### Одиночный разряд (2)
Победы (2)
| Год  | Турнир            | Соперник в финале | Счёт в финале             |
| ---- | ----------------- | ----------------- | ------------------------- |
| 1948 | Чемпионат США     | Эрик Стёрджесс    | 6-2, 6-3, 14-12           |
| 1949 | Чемпионат США (2) | Тед Шрёдер        | 16-18, 2-6, 6-1, 6-2, 6-4 |

### Мужской парный разряд (2)
Победы (2)
| Год  | Турнир              | Партнёр      | Соперники в финале          | Счёт в финале      |
| ---- | ------------------- | ------------ | --------------------------- | ------------------ |
| 1949 | Чемпионат Франции   | Фрэнк Паркер | Эрик Стёрджесс Юстас Фаннин | 6-3, 8-6, 5-7, 6-3 |
| 1949 | Уимблдонский турнир | Фрэнк Паркер | Гарднар Маллой Тед Шрёдер   | 6-4, 6-4, 6-2      |

## Участие в финалах турниров «профессионального Большого шлема»

### Одиночный разряд
| Результат | Год  | Турнир            | Соперник в финале | Счёт в финале                    |
| --------- | ---- | ----------------- | ----------------- | -------------------------------- |
| Победа    | 1950 | Чемпионат Уэмбли  | Уэлби ван Хорн    | 6-3, 6-3, 6-2                    |
| Победа    | 1951 | Чемпионат Уэмбли  | Панчо Сегура      | 6-2, 6-2, 2-6, 6-4               |
| Поражение | 1951 | Чемпионат США     | Панчо Сегура      | круговой турнир                  |
| Победа    | 1952 | Чемпионат Уэмбли  | Джек Креймер      | 3-6, 3-6, 6-2, 6-4, 7-5          |
| Поражение | 1952 | Чемпионат США     | Панчо Сегура      | 6-3, 4-6, 6-3, 4-6, 0-6          |
| Поражение | 1953 | Чемпионат Уэмбли  | Фрэнк Седжмен     | 1-6, 2-6, 2-6                    |
| Победа    | 1953 | Чемпионат США     | Дон Бадж          | 4-6, 6-4, 7-5, 6-2               |
| Победа    | 1954 | Чемпионат США     | Фрэнк Седжмен     | 6-3, 9-7, 3-6, 6-2               |
| Победа    | 1955 | Чемпионат США     | Панчо Сегура      | 21-16, 19-21, 21-8, 20-22, 21-19 |
| Поражение | 1956 | Чемпионат Франции | Тони Траберт      | 3-6, 6-4, 7-5, 6-8, 2-6          |
| Победа    | 1956 | Чемпионат США     | Панчо Сегура      | 21-15, 13-21, 21-14, 22-20       |
| Победа    | 1956 | Чемпионат Уэмбли  | Фрэнк Седжмен     | 4-6, 11-9, 11-9, 9-7             |
| Победа    | 1957 | Чемпионат США     | Панчо Сегура      | 6-3, 3-6, 7-5, 6-1               |
| Победа    | 1958 | Чемпионат США     | Лью Хоуд          | 3-6, 4-6, 14-12, 6-1, 6-4        |
| Победа    | 1959 | Чемпионат США     | Лью Хоуд          | 6-4, 6-2, 6-4                    |
| Поражение | 1961 | Чемпионат Франции | Кен Розуолл       | 6-2, 4-6, 3-6, 6-8               |
| Победа    | 1961 | Чемпионат США     | Фрэнк Седжмен     | 6-3, 7-5                         |
| Поражение | 1964 | Чемпионат США     | Род Лейвер        | 6-4, 3-6, 5-7, 4-6               |

## Статистика участия в центральных турнирах за карьеру в одиночном разряде
| Турнир                            | 1947     | 1948     | 1949     | 1950         | 1951         | 1952         | 1953         | 1954         | 1955         | 1956         | 1957         | 1958         | 1959         | 1960         | 1961         | 1962         | 1963         | 1964         | 1965         | 1966         | 1967         | 1968         | 1969         | 1970         | 1971         | 1972         | 1973         | Итого  | В/П за карьеру |
| --------------------------------- | -------- | -------- | -------- | ------------ | ------------ | ------------ | ------------ | ------------ | ------------ | ------------ | ------------ | ------------ | ------------ | ------------ | ------------ | ------------ | ------------ | ------------ | ------------ | ------------ | ------------ | ------------ | ------------ | ------------ | ------------ | ------------ | ------------ | ------ | -------------- |
| Большой шлем                      |          |          |          |              |              |              |              |              |              |              |              |              |              |              |              |              |              |              |              |              |              |              |              |              |              |              |              |        |                |
| (Открытый) чемпионат Австралии    | НУ       | НУ       | НУ       | Профессионал | Профессионал | Профессионал | Профессионал | Профессионал | Профессионал | Профессионал | Профессионал | Профессионал | Профессионал | Профессионал | Профессионал | Профессионал | Профессионал | Профессионал | Профессионал | Профессионал | Профессионал | НУ           | 3К           | НУ           | НУ           | НУ           | НУ           | 0 / 1  | 2-1            |
| (Открытый) чемпионат Франции      | НУ       | НУ       | 1/2      | Профессионал | Профессионал | Профессионал | Профессионал | Профессионал | Профессионал | Профессионал | Профессионал | Профессионал | Профессионал | Профессионал | Профессионал | Профессионал | Профессионал | Профессионал | Профессионал | Профессионал | Профессионал | 1/2          | НУ           | НУ           | НУ           | НУ           | НУ           | 0 / 2  | 9-2            |
| Уимблдонский турнир               | НУ       | НУ       | 4К       | Профессионал | Профессионал | Профессионал | Профессионал | Профессионал | Профессионал | Профессионал | Профессионал | Профессионал | Профессионал | Профессионал | Профессионал | Профессионал | Профессионал | Профессионал | Профессионал | Профессионал | Профессионал | 3К           | 4К           | НУ           | 2К           | 2К           | НУ           | 0 / 5  | 10-5           |
| (Открытый) чемпионат США          | 2К       | П        | П        | Профессионал | Профессионал | Профессионал | Профессионал | Профессионал | Профессионал | Профессионал | Профессионал | Профессионал | Профессионал | Профессионал | Профессионал | Профессионал | Профессионал | Профессионал | Профессионал | Профессионал | Профессионал | 1/4          | 4К           | 3К           | 3К           | 1К           | 1К           | 2 / 9  | 23-7           |
| Профессиональный Большой шлем     |          |          |          |              |              |              |              |              |              |              |              |              |              |              |              |              |              |              |              |              |              |              |              |              |              |              |              |        |                |
| Чемпионат Франции (профессионалы) | Любитель | Любитель | Любитель | -            | -            | -            | -            | -            | -            | Ф            | -            | 1/2          | НУ           | НУ           | Ф            | НУ           | НУ           | 1/2          | НУ           | НУ           | НУ           | Открытая эра | Открытая эра | Открытая эра | Открытая эра | Открытая эра | Открытая эра | 0 / 4  | 7-4            |
| Чемпионат Уэмбли                  | Любитель | Любитель | Любитель | П            | П            | П            | Ф            | -            | -            | П            | 1/2          | 1/2          | НУ           | НУ           | 1/2          | НУ           | НУ           | 1/2          | НУ           | НУ           | НУ           | Открытая эра | Открытая эра | Открытая эра | Открытая эра | Открытая эра | Открытая эра | 4 / 9  | 22-5           |
| Чемпионат США (профессионалы)     | Любитель | Любитель | Любитель | НУ           | 2К           | Ф            | П            | П            | П            | П            | П            | П            | П            | НУ           | П            | НУ           | 1/4          | Ф            | 1/2          | НУ           | НУ           | Открытая эра | Открытая эра | Открытая эра | Открытая эра | Открытая эра | Открытая эра | 8 / 13 | 31-5           |